# Konstantin Adamovitch Vollossovitch
Konstantin Adamovitch Vollossovitch (en russe : Константин Адамович Воллосович), né le 21 mai 1869 à Yodchitsy et mort le 25 septembre 1919 à Kharkiv, est un explorateur et géologue russe.

## Biographie
Né le 21 mai 1869 dans le village de Yodchitsy, il est le fils d'un prêtre. Sa mère est issue d'une famille noble pauvre. La famille sera constituée de six enfants (trois fils et trois filles).
Il étudie au Séminaire théologique de Minsk mais n'y obtient pas de diplôme. Il poursuit ses études et obtient son diplôme de la Faculté des Sciences naturelles de l'Université de Varsovie en 1892. Après avoir obtenu son diplôme universitaire, il obtient un diplôme en sciences pour ses travaux sur la chimie organique :  « Sur l'oxydation de l'alcool brun et la production de phénol-glycérol ». Il poursuit son travail à Saint-Pétersbourg en entrant au service de l'Institut Forestier : il donne des conférences et mène des travaux scientifiques. Sa participation à des activités révolutionnaires en 1894 conduira à son arrestation et il sera emprisonné dans la forteresse Pierre-et-Paul et dans la citadelle de Varsovie pendant environ deux ans. Il est ensuite exilé pendant cinq ans dans la province d'Arkhangelsk, où il s'intéresse à la géologie et publie de nombreux articles scientifiques sur la géologie de l'Arctique russe.
En 1900, il est exilé en Sibérie orientale pour « activités politiques ». De là, Eduard von Toll l'invite à participer à l'expédition polaire russe de 1900-1902 sur la goélette Zaria, organisée sous les auspices de l'Académie impériale des sciences et de la Société russe de géographie. Au début de 1902, il tombe malade et est envoyé à Irkoutsk pour se faire soigner.
Il revient d'Irkoutsk à Saint-Pétersbourg, mais sans l'autorisation de l'Okhrana, entraînant une nouvelle arrestation, mais de courte durée. Il se rend en Suisse avec son épouse pour qu'il puisse se faire soigner. Il y rencontre des sociaux-démocrates russes, dont Lénine. De retour en Russie un an plus tard, il est encore arrêté, et de nouveau relâché pour être finalement éloigné du mouvement révolutionnaire.
Il participe à des expéditions scientifiques en Sibérie, à des travaux d'ingénierie et de géologie sur la reconstruction du port d'Arkhangelsk et prend part à des recherches géologiques dans la région de la Volga, dans les provinces de Moscou et de Nijni Novgorod. Mais depuis quelque temps, il souffre de la tuberculose. En 1908, après les travaux d'Alfred Otto Herz en 1901 sur le sujet, il acquiert une certaine notoriété en découvrant des mammouths geléssur Grande Liakhov. L'un d'eux est exposé au Muséum national d'histoire naturelle. Il explore aussi la Kolyma et la Léna (1909-1910).
En 1912, il est démis de ses fonctions du ministère de l'Instruction publique où il travaillait depuis 1900. Après la Révolution d'Octobre, il se rend dans le Caucase et se fait soigner à Iessentouki, où sa femme officie comme médecin. Le déclenchement de la guerre civile perturbe ses plans. Sous le nouveau gouvernement, il mène des recherches géologiques dans le Kouban et le Don.
Il meurt tragiquement le 25 septembre 1919 dans un accident de train près de la gare de Bespalovka, près de Kharkiv. Il est enterré près du lieu de la catastrophe, mais la tombe n'existe plus aujourd'hui.

## Hommages
- Une île de la Terre du Nord en Nouvelle-Zemble porte son nom[7] ainsi qu'un cap de l'île Bolchevique dans le même archipel.